# Accusée par erreur
Accusée par erreur (The Wrong Woman) est un téléfilm américain réalisé par Richard Gabai et diffusé le 28 décembre 2013 sur Lifetime.
C'est une adaptation moderne du film Le Faux Coupable (The Wrong Man) d'Alfred Hitchcock. Une suite est sortie en 2017, Ma fille, accusée de meurtre.

## Synopsis
Ellen Plainview est arrêtée pour avoir agressé une femme dans un parking. Elle clame son innocence. Même son mari, Mike, officier de police, ne semble pas totalement convaincu. Elle se retrouve emprisonnée en détention provisoire et doit ensuite subir le procès, défendue par un avocat qui semble prendre son affaire à la légère. Au fil du procès, Ellen va de surprise en surprise, mais elle est libérée sous caution. Elle finit par assurer sa propre défense avec l'aide de Ben, un enquêteur du bureau des avocats commis d'office. Sera-t-elle plus efficace que son ancien avocat ?

## Fiche technique
- Titre original : The Wrong Woman
- Réalisation : Richard Gabai
- Scénario : Leland Douglas
- Langue originale : anglais
- Durée : 88 minutes
- Date de diffusion :
  -  France : 2 juin 2014 sur TF1

## Distribution
- Danica McKellar (VF : Laëtitia Lefebvre) : Ellen Plainview
- Jonathan Bennett (VF : Antoine Schoumsky) : Ben
- Jaleel White (VF : Namakan Koné) : inspecteur Hamer
- Fred Dryer (VF : Yves Rénier) : inspecteur Sanford
- Jim O'Heir (VF : Patrick Béthune) : Ed
- Alicia Lagano (VF : Armelle Gallaud) : Bates
- Jennifer Aspen (VF : Sybille Tureau) : Alice
- Robert David Hall : Juge Wallace
- Dina Meyer (VF : Laura Blanc) : Kay
- Carter MacIntyre (en) (VF : Franck Lorrain) : Mike Plainview
- Suzanne Krull (en) (VF : Sophie Arthuys) : Marla
- Savannah McReynolds (VF : Alice Orsat) : Julie
- Jennifer Blanc (en) : Ramona

Sources et légende : Version française selon le carton de doublage français.

## Accueil
Le téléfilm a été vu par 3,181 millions de téléspectateurs lors de sa première diffusion.